# Rajetiće
Rajetiće (szerbül: Рајетиће), település Szerbiában, a Raškai körzet Novi Pazar községében.

## Népesség
- 1948-ban 318 lakosa volt.
- 1953-ban 402 lakosa volt.
- 1961-ben 442 lakosa volt.
- 1971-ben 372 lakosa volt.
- 1981-ben 206 lakosa volt.
- 1991-ben 105 lakosa volt.
- 2002-ben 63 lakosa volt, akik közül 49 szerb (77,77%), 12 bosnyák (19,04%) és 2 ismeretlen.